# Iglesia de Santa María (Torrelobatón)
La iglesia parroquial de Santa María está situada en el municipio de Torrelobatón, provincia de Valladolid (Castilla y León, España).

## Descripción
Es de estilo mudéjar y data del siglo XVI, aunque una gran parte fue construida en el siglo anterior.
Tiene tres naves, una principal y dos laterales, separadas entre sí por dos grandes arcos de descarga, estos van desde la cabecera hasta los pies de la iglesia. El ábside es poligonal y se ayuda de contrafuertes adosados cubriéndose con una bóveda estrellada de claves colgantes. Los nervios de la bóveda están cubiertos con cabezas de serafines y medallones con bustos. Todas las bóvedas son del siglo XVIII y son de arista y cañón con lunetos en la nave central y de arista en las laterales. Están decoradas con gran cantidad de rocallas, motivos vegetales y bustos humanos.
La iglesia tiene dos capillas, una de ellas está cubierta con una con una bóveda de crucería reticulada y otra con una cúpula sobre pechinas. También tiene dos portadas: una en los pies de la iglesia, de medio punto, y otra en el lado de la Epístola, apuntada con finas arquivoltas abaquetonadas y construida en el siglo XV. El pórtico es neocláscico y posee una portada de medio punto con un frontón apoyado en pilastras dóricas y rematadas en bolas sobre pirámides.
Tiene un increíble retablo mayor del último cuarto del siglo XVI. El retablo está formado por un banco, tres calles, dos cuerpos, dos entrecalles y remate. Se cree que el autor pudo ser Inocencio Berruguete, Juan Bautista Beltrán, Isaac de Juni o Manuel Álvarez. Hay otros dos retablos. Uno del segundo cuarto del siglo XVI, se cree que hecho por la escuela palentina de seguidores de Alonso Berruguete. Y otro de estilo barroco del primer cuarto del siglo XVIII decorado con columnas salomónicas y estípites. Forma parte de este último retablo una figura de San Francisco Javier muy bien pintada y tallada.
- Datos: Q5911726